# 林彥君
林彥君（英語：Eunice Lin，1984年9月28日—），暱稱151，舊藝名安程希，台灣女藝人。畢業於國立台北科技大學分子科學與工程系，因在補習班打工被經紀人挖掘而出道，進而推出平面與廣告作品，獲得極大的迴響，但都是以打工性質，最著名作品為佳格食品「天地合補青木瓜四物飲」。畢業後林彥君則開始有戲劇的演出，主要作品有《極道學園》、《開封有個包青天》、《青梅竹馬》。目前在TVBS《食尚玩家－就要醬玩》擔任主持人、《醫師好辣》擔任助理主持人。因為身高只有151公分，因而在《就要醬玩》有了「151」這個外號。母親為三芝客家人。

## 影视作品

### 电视剧
| 年份          | 頻道                   | 劇名                       | 飾演             |
| ------------- | ---------------------- | -------------------------- | ---------------- |
| 2006年        | 華視、東森             | 《極道學園》               | 元靜芸（麥牙糖） |
| 2009年        | 華視                   | 《開封有個包青天》         | 俞飛飛           |
| 2009年12月8日 | 中視                   | 《青梅竹馬》               | 汪若男           |
| 2010年        | 中視                   | 《鬥牛》                   | 小愛             |
| 2010年        | 日本富士電視台         | 《東京Little Love》        |                  |
| 2011年        | 輔仁大學學生短片、公視 | 《晚秋》                   |                  |
| 2011年        | 大愛電視               | 《茶是顧香濃》             | 陳顧（少女時期） |
| 2013年        | 公視                   | 人生劇展《當我們同在一起》 | 小米             |
| 2015年        | 樂視網                 | 《PMAM之慾望俱樂部》       | 林彥君           |
| 2016年        | CHOCO TV               | 《X情人-閨密情人》         | 友柔             |
| 2017年        | CHOCO TV               | 《搖滾畢業生》             | 夏順             |
| 2017年        | 東森                   | 《我和我的四個男人》       | 可可             |

### 舞台劇
- 2012年 台灣《天若光》飾演：顏麗香

### 電影
- 2012年 中美臺合拍《The Missing》（台灣譯名為《奪命線索》） 飾演：周可心 合作演員：釋小龍、楊丞琳、張睿家 [5]
- 2015年《鐵支路》 飾演：LuLu
- 2020年《日後，回家路》(短片) 飾演：陳嘉茵 合作演員：陳淑芳、王滿嬌、黃鐙輝
- 2020年《杏林醫院》 飾演：彥君 合作演員：太保、林柏宏、徐立期

### 音乐录影带(MV)
- 梁文音《心裡的孩子》
- 林俊傑《因你而在》
- 滅火器《憂愁戀歌》
- 卓義峰《忠實聽眾》
- 陳奕迅《四季》

## 节目主持
| 頻道       | 節目                                    |
| ---------- | --------------------------------------- |
| 民視       | 《電玩大聯盟》節目主持人                |
| TVBS歡樂台 | 《食尚玩家－就要醬玩》                  |
| 中天綜合台 | 《驚奇4超人》節目主持群之一             |
| MOMO親子台 | 《新北小學堂-全民隨堂挑戰賽》節目主持人 |
| 東森綜合台 | 《醫師好辣》助理主持人，2019年3月25日   |
| 公視       | 《就是愛運動》節目主持群之一            |

## 节目通告
| 頻道       | 年份                         | 節目                      | 主題                                                        |
| ---------- | ---------------------------- | ------------------------- | ----------------------------------------------------------- |
| Channel V  |                              | 《我愛黑澀會》            |                                                             |
| Channel V  | 《美眉普普風》               |                           |                                                             |
| 東森綜合台 |                              | 《生活智慧王》            | VCR實驗                                                     |
| 中天娛樂   | 2005年9月22日                | 《康熙來了》              | 沒有長腿也能紅 當紅廣告模特兒                               |
| 中天娛樂   | 2009年2月6日                 | 《康熙來了》              | 最熟悉的陌生人「廣告美女大集合」                            |
| 中天娛樂   | 2011年4月29日                | 《康熙來了》              | 拍廣告真的都赚很大?!                                        |
| 中天娛樂   | 2013年10月15日               | 《康熙來了》              | 身高真的不是距離舞蹈大賽？！                                |
| 中視       | 2005年9月24日                | 《我猜我猜我猜猜猜》      |                                                             |
| 中天綜合台 | 2009年1月2日                 | 《黃金B段班》             |                                                             |
| 八大綜合台 | 2009年4月3日                 | 《娛樂百分百》            |                                                             |
| 衛視中文台 | 2009年4月10日                | 《歡樂幸運星》            |                                                             |
| 民視       |                              | 《我的第一次 為了十萬元》 |                                                             |
| 緯來綜合台 | 2011年6月17日                | 《天黑請閉眼》            |                                                             |
| 華視       | 2013年9月7日                 | 《天才衝衝衝》            |                                                             |
| 華視       | 2014年7月12日                |                           |                                                             |
| 台視       | 2015年1月24日                | 《綜藝玩很大》            | 高雄上集                                                    |
| 台視       | 2015年1月31日                | 《綜藝玩很大》            | 高雄下集                                                    |
| 台視       | 2015年5月16日                | 《綜藝玩很大》            | 香港上集                                                    |
| 台視       | 2015年5月23日                | 《綜藝玩很大》            | 香港下集                                                    |
| 三立都會台 |                              | 《綜藝大熱門》            |                                                             |
| 中天綜合台 | 2016年4月14日                | 《小明星大跟班》          | 第46集 明星人性大考驗！！ 群組私密對話獨家曝光！！          |
| 中天綜合台 | 2016年5月4日                 | 《小明星大跟班》          | 第57集 史上最催淚！！ 母親節特別企劃 小明星與媽媽的真情告白 |
| 中天綜合台 | 2017年1月23日                | 《麻辣天后傳》            | 第16集 靠這招！ 30歲就買到房！                              |
| 台視       | 2017年2月25日                | 《綜藝3國智》             | 第12集 中壢觀光夜市 ( 桃園市 中壢區 )                       |
| 衛視中文台 | 2017年8月15日                | 《一袋女王》              | 自己親手做美食                                              |
| 中視       | 2016年12月11日、2017年9月3日 | 《飢餓遊戲》              | 台灣 / 桃園篇，第8集、台灣 / 台南篇，第46集。               |
| 中天娛樂台 | 2017年8月28日                | 《天天樂財神》            | 第101集。                                                   |

## 广告代言

### 電視广告
- Extra涼爽薄荷口味口香糖
- SONET
- 中國信託電子錢包
- 天仁茗茶
- 可口可樂
- 光陽機車1.2.3
- 悅氏健茶道
- 全家便利超商KERORO活動
- 肯德基紐奧良烤翅[8]
- 愛鮮家活益比菲多（高纖順暢）[9]
- 仁山利舒抗屑洗髮精[10][11]
- 肯德基[12][13]
- 水平衡洗面乳[14]
- 天地合補青木瓜四物飲[15][16]
- 統一麵
- 台灣大哥大[17][18]
- 2010痞客邦生日慶宣傳影片+藝人篇[19]
- 7-11關東煮秋季新菜單/林彥君&柯有倫[20]
- 舒跑女跑者[21]
- 清淨美茶[22]
- 龍族夢幻傳說 手機版[23]
- 麥當勞[24]

## 外部連結
- 林彥君 151的Facebook專頁
- 林彥君是151的新浪微博
- 林彥君在互联网电影资料库（IMDb）上的資料（英文）
- 林彥君在香港影庫上的簡介
- 林彥君在台灣電影網上的資料（繁體中文）
- 華文影史庫 林彥君 簡介 （页面存档备份，存于）